# Menores infratores
A expressão menores infratores se refere aos menores situados abaixo da idade penal, geralmente adolescentes, que praticam algum ato classificado como crime.

## Brasil
No Brasil, o termo "menores infratores" é de origem jurídica, e acabou ganhando amplo uso nos meios de comunicação. Segundo o Estatuto da Criança e do Adolescente (ECA) , os crimes praticados por tais menores são chamados de infrações ou “atos infracionais”, e as penalidades de medidas socioeducativas.
O ECA estabelece uma diferenciação entre crianças infratoras – definidas como indivíduos até os 12 anos de idade incompletos – e adolescentes infratores, que são aqueles dos 12 aos 18 anos. Estes são julgados na Vara dos Juizados da Infância e Juventude.

### Jovens infratores
As crianças infratoras estão sujeitas a medidas de proteção e não podem ser internadas. Segundo os artigos 101 e 105 do ECA, essas medidas incluem, entre outras:
- o encaminhamento aos pais;
- orientação;
- matrícula e freqüência obrigatórias em escola da rede pública;
- inclusão em programa comunitário;
- requisição de tratamento médico, psicológico ou psiquiátrico;
- inclusão em programa de tratamento de alcoólatras e toxicômanos;
- abrigo em entidade;
- colocação em família substituta.

### Adolescentes infratores
Os adolescentes infratores estão sujeitos às medidas sócioeducativas listadas no Capítulo IV do ECA, entre as quais está a internação forçada (detenção física) por um período de no máximo 3 (três) anos, conforme artigo 121, § 3º, do referido Estatuto.
Esta limitação em três anos tem sido objeto de controvérsias e debates no campo da opinião pública, inclusive entre políticos, e diversas propostas no sentido de se aumentar o tempo máximo de internação para o adolescente infrator já foram apresentadas ou discutidas, geralmente como alternativa para a redução da maioridade penal no Brasil.
Além da internação, outras possíveis medidas socioeducativas, listadas no artigo 112 do ECA, preveem:
- advertência – consiste na repreensão verbal e assinatura de um termo (art.115);
- obrigação de reparar o dano – caso o adolescente tenha condições financeiras (art.116);
- prestação de serviços à comunidade – tarefas gratuitas de interesse geral, junto a entidades, hospitais, escolas etc., pelo tempo máximo de seis meses e até oito horas por semana (art.117);
- liberdade assistida – acompanhamento do infrator por um orientador, por no mínimo seis meses, para supervisionar a promoção social do adolescente e de sua família; sua matrícula, freqüência e aproveitamento escolares; e sua profissionalização e inserção no mercado de trabalho (arts.118 e 119);
- regime de semiliberdade – sem prazo fixo, mas com liberação compulsória aos 21 anos, o regime permite a realização de tarefas externas, sem precisar de autorização judicial; são obrigatórias a escolarização e a profissionalização; pode ser usado também como fase de transição entre a medida de internação (regime fechado) e a liberdade completa (art.120).

Os menores infratores e a população carcerária do país.
Do total de 560 mil menores infratores e adultos criminosos no Brasil, 3,6%% são crianças e adolescentes com menos de 18 anos que estão internados em estabelecimentos de correção ou cumprindo medidas em regime de liberdade assistida.
Segundo dados da Secretaria Nacional de Direitos Humanos levantados pelo Globo, há 60 mil adolescentes cumprindo medidas socioeducativas no Brasil, sendo 20 mil em regime de internação e os demais em regime aberto. O Departamento Penitenciário Nacional registra 543 mil adultos presos no país.
A diferença está no tipo de punição. Entre os adultos há 159 mil presos em regime fechado — incluindo os ainda não sentenciados, detidos em cadeias e presídios— e 97 mil em regime semiaberto ou aberto.
Entre os adolescentes infratores, a maioria cumpre as chamadas medidas de meio aberto: liberdade assistida, prestação de serviços, reparação de danos ou apenas advertência. Mesmo entre os 20 mil internos, há três mil em regime de semi-liberdade. Segundo o Conselho Nacional de Justiça, cerca de 43% desses adolescentes acabam se tornando reincidentes, ou seja, cometendo novos crimes ao deixar os institutos. Com relação ao sistema prisional, a reincidência é de cerca de 70%.
São internados os adolescentes que cometem os crimes mais graves, como homicídio, latrocínio ou assalto à mão armada. Nesses casos, de acordo com dados da subsecretaria, o tempo médio de internação de adolescentes infratores é de um ano e meio.